# Castell de Cruïlles (Aiguafreda)
El castell de Cruïlles, dit també casal dels Cruïlles, és un casal fortificat del municipi d'Aiguafreda (Osona) declarat bé cultural d'interès nacional. Es conserven importants ruïnes d'un gran casal (segles XIV-XV), en part habitat com a masia fins a temps recents. Fou una casa forta i després un castell termenat. Es conserva documentació del 1105. Fou la residència dels senyors de la quadra d'Aiguafreda, i n'era la seu jurisdiccional del terme, transformat el 1577 en baronia. L'edificació fou destruïda per l'ordre del rei a principis del segle xvi i actualment està reconstruït.